# Neoeromene octavianella
Neoeromene octavianella là một loài bướm đêm trong họ Crambidae.